# بيللو رويز كابيستاني
بيللو رويز كابيستاني (بالإسبانية: Peio Ruiz Cabestany)‏ ولد بتاريخ 13 مارس 1962 في سان سيباستيان، هو دراج إسباني سابق في صنف سباق الدراجات على الطريق.

## سجل النتائج

### سباقات أو مراحل فاز بها
- طواف فرنسا
- طواف إسبانيا

## وصلات خارجية
- الموقع الرسمي

## روابط خارجية
- بيللو رويز كابيستاني على موقع IMDb (الإنجليزية)

- بيللو رويز كابيستاني على موقع أرشيف الدراجات (الإنجليزية)
- بيللو رويز كابيستاني على موقع إحصائيات الدراجات الإحترافية (الإنجليزية)
- بيللو رويز كابيستاني على موقع CycleBase (الإنجليزية)